# Sobienie-Jeziory (gmina)
Sobienie-Jeziory – gmina wiejska w województwie mazowieckim, w powiecie otwockim. W latach 1975–1998 gmina położona była w województwie siedleckim.
Siedziba gminy to Sobienie-Jeziory. Na terenie gminy funkcjonuje lądowisko Sobienie Szlacheckie.
Według danych z 31 grudnia 2012 gminę zamieszkiwały 6332 osoby.

## Struktura powierzchni
Według danych z roku 2002 gmina Sobienie-Jeziory ma obszar 97,68 km², w tym:
- użytki rolne: 65%
- użytki leśne: 18%

Gmina stanowi 15,88% powierzchni powiatu.

## Gleby
W zachodniej części gminy występują żyzne gleby (mady wiślane). Nieco dalej na wschód występują mniej użyteczne gleby, które coraz częściej są wykorzystywane pod zabudowę ze względu na nieopłacalność upraw (okolice DW 801). Znajduje się tam wiele ugorów, które przez wiele lat nie były koszone i orane.

## Demografia

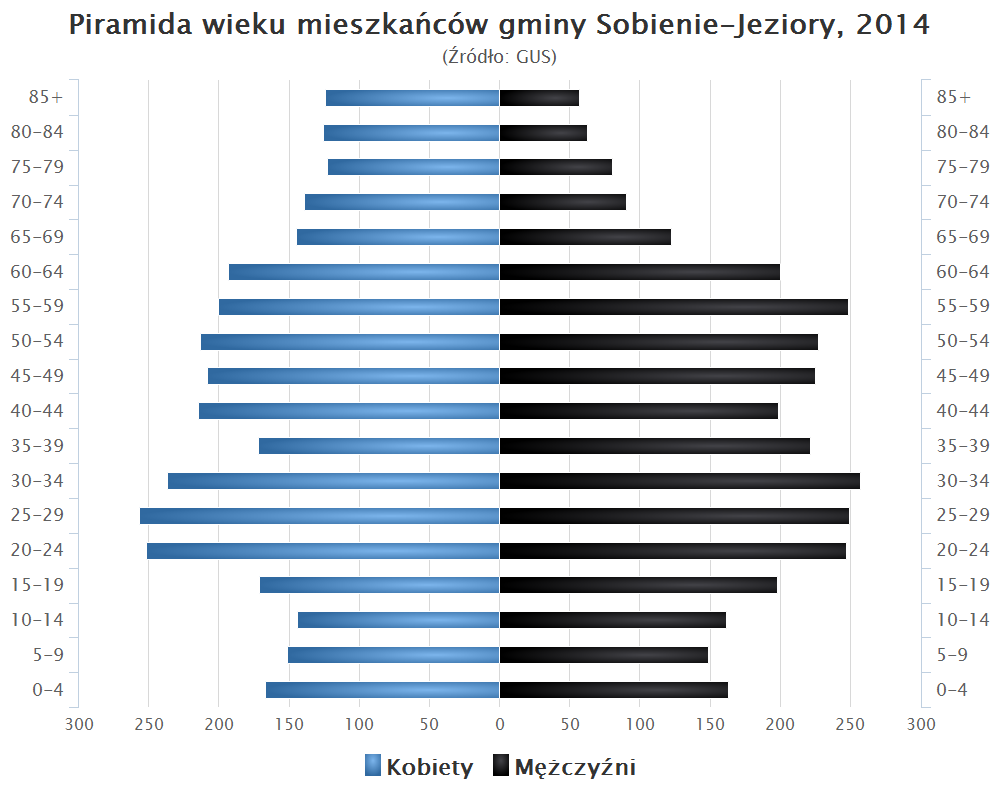
Piramida wieku mieszkańców gminy Sobienie-Jeziory w 2014 roku

Dane z 31 grudnia 2012:
| Opis                              | Ogółem | Ogółem | Kobiety | Kobiety | Mężczyźni | Mężczyźni |
| --------------------------------- | ------ | ------ | ------- | ------- | --------- | --------- |
| jednostka                         | osób   | %      | osób    | %       | osób      | %         |
| populacja                         | 6332   | 100    | 3206    | 50,6    | 3126      | 49,4      |
| gęstość zaludnienia (mieszk./km²) | 64,8   | 64,8   | 32,8    | 32,8    | 32,0      | 32,0      |

## Ochotnicze Straże Pożarne

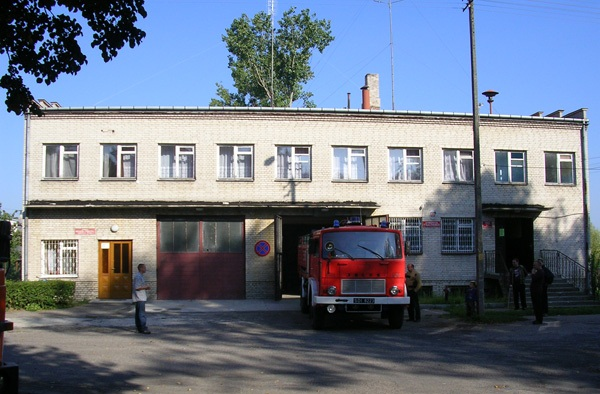
Budynek OSP w Sobieniach-Jeziorach

W gminie funkcjonuje 6 jednostek ochotniczej straży pożarnej. Są to:

- OSP w Dziecinowie,
- OSP w Piwoninie,
- OSP w Sobieniach-Jeziorach,
- OSP w Starym Zambrzykowie,
- OSP w Śniadkowie Dolnym,
- OSP w Wysoczynie.

## Jednostki pomocnicze gminy
Gmina Sobienie-Jeziory zostało podzielona na 25 sołectw.

- Dziecinów
- Gusin
- Karczunek
- Nowy Zambrzyków
- Piwonin
- Przydawki
- Radwanków Królewski
- Radwanków Szlachecki
- Sewerynów
- Siedzów
- Sobienie Biskupie
- Sobienie Kiełczewskie Drugie
- Sobienie Kiełczewskie Pierwsze
- Sobienie-Jeziory
- Sobienie Szlacheckie
- Stary Zambrzyków
- Szymanowice Duże
- Szymanowice Małe
- Śniadków Dolny
- Śniadków Górny
- Śniadków Górny A
- Warszawice
- Warszówka
- Wysoczyn
- Zuzanów

## Sąsiednie gminy
Celestynów, Garwolin, Góra Kalwaria, Karczew, Osieck, Warka, Wilga